# 浪花友子
浪花 友子（なにわ ともこ、1909年2月13日 - 没年不詳）は、日本の女優である。出生名石津 霊子（いしづ よしこ）、結婚後本名斎藤 霊子（さいとう よしこ）。

## 人物・来歴
1909年（明治42年）2月13日、岡山県児島郡（現在の同県倉敷市・岡山市に含まれる地域）に生まれる。
1926年（大正15年）3月、旧制・京都女子高等技芸学校（のちの京都高等技芸女学校、現存せず）を卒業し、同年7月25日、東京に移り、松竹蒲田撮影所に入社する。同年10月1日に公開された、斎藤寅次郎監督の時代劇『怒濤』に出演して、満17歳で映画界にデビューした。1933年（昭和8年）、満24歳で同社の監督・斎藤寅次郎と結婚する。当初は娘役、そして妻役を演じていたが、やがてトーキーの時代になり、その後は、同年3月1日に公開された野村浩将監督の『応援団長の恋』、あるいは10か月のブランク後の翌1934年（昭和9年）1月20日に公開された同監督の『玄関番とお嬢さん』以降は、芸妓や女中役ばかりとなる。結婚後は、夫の斎藤作品には一切出演していない。
同撮影所は、1936年（昭和11年）1月15日、神奈川県鎌倉郡大船町（現在の同県鎌倉市大船）に新設された松竹大船撮影所（現存せず）に全機能を移転することになり、浪花も大船に異動になり、ひきつづき同撮影所が製作する映画に出演した。同年9月15日に公開された小津安二郎監督の『一人息子』では、笠智衆の妻で爆弾小僧（横山準）の母という役どころを演じたが、ほかは芸妓役が多かった。満28歳となった1937年（昭和12年）3月3日に公開された小津安二郎監督の『淑女は何を忘れたか』以降の出演作が見当たらない。
1982年（昭和57年）5月1日、夫の斎藤寅次郎が満77歳で死去した。以降の消息は不明である。没年不詳。長男斎藤稔は脚本家である。

## フィルモグラフィ

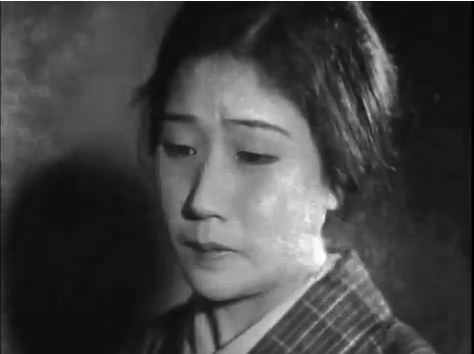
『腰辨頑張れ』（1931年）における山口勇の妻であり加藤清一の母役、満22歳。

すべてクレジットは「出演」である。公開日の右側には役名、および東京国立近代美術館フィルムセンター（NFC）、マツダ映画社所蔵等の上映用プリントの現存状況についても記す。同センター等に所蔵されていないものは、とくに1940年代以前の作品についてはほぼ現存しないフィルムである。

### 松竹蒲田撮影所
すべて製作は「松竹蒲田撮影所」、すべて配給は「松竹キネマ」、特筆以外すべてサイレント映画である。
- 『怒濤』 : 監督斎藤寅次郎、1926年10月1日公開
- 『恋模様二人娘』 : 監督重宗務、1927年12月1日公開
- 『出世の近道』 : 監督清水宏、1927年12月31日公開 - お雪
- 『幼なじみ』 : 監督清水宏、1928年8月10日公開 - 義妹・君江
- 『拾った花嫁』 : 監督清水宏、1928年9月14日公開 - 甚作の恋人・お清
- 『引越し夫婦』 : 監督小津安二郎、1928年9月28日公開 - 薬屋の娘春子
- 『亀公』 : 監督斎藤寅次郎、1928年10月13日公開
- 『佐渡情話』 : 監督蔦見丈夫、1929年1月22日公開
- 『鵜の目鷹の目』 : 監督斎藤寅次郎、1929年2月22日公開
- 『宝の山』 : 監督小津安二郎、1929年2月22日公開 - 芸妓小浪
- 『和製喧嘩友達』 : 監督小津安二郎、1929年7月5日公開 - お美津、短縮版14分尺で現存（NFC所蔵[5]）
- 『酬ひられぬ人』 : 監督今野不二夫、1929年7月27日公開
- 『未完成の恋』 : 監督斎藤寅次郎、1929年11月23日公開
- 『全部精神異状あり』 : 監督斎藤寅次郎、1929年12月15日公開 - 女房おとよ
- 『美人暴力団』 : 監督斎藤寅次郎、1930年1月10日公開
- 『たゝかれ亭主』 : 監督斎藤寅次郎、1930年1月27日公開
- 『カフェーの夫婦』 : 監督佐々木恒次郎、1930年9月26日公開
- 『煙突男』 : 監督斎藤寅次郎、1930年12月5日公開
- 『お嬢さん』 : 監督小津安二郎、1930年12月12日公開 - その妻
- 『女は強くて独りもの』 : 監督斎藤寅次郎、1931年6月6日公開
- 『人生の風車』 : 監督清水宏、1931年8月1日公開 - その娘
- 『腰辨頑張れ』 : 監督成瀬巳喜男、1931年8月8日公開 - 妻、38分尺で現存（NFC所蔵[5]）
- 『浮気は汽車に乗って』 : 監督成瀬巳喜男、1931年8月15日公開 - 細君
- 『髭の力』 : 監督成瀬巳喜男、1931年10月16日公開 - 細君
- 『隣の屋根の下』 : 監督成瀬巳喜男、1931年11月28日公開 - 細君・浜子
- 『偉くなれ』 : 監督成瀬巳喜男、1932年4月15日公開 - 細君
- 『応援団長の恋』 : 監督野村浩将、トーキー、1933年3月1日公開 - 藝妓、78分尺で現存（NFC所蔵[5]）
- 『玄関番とお嬢さん』 : 監督野村浩将、トーキー、1934年1月20日公開 - 女中、67分尺で現存（NFC所蔵[5]）
- 『血染の制服』 : 監督宗本英男、1934年7月26日公開
- 『人生のお荷物』 : 監督五所平之助、トーキー、1935年12月10日公開 - 役名不明、66分尺で現存（NFC所蔵[5]）

### 松竹大船撮影所
すべて製作は「松竹大船撮影所」、すべて配給は「松竹」、すべてトーキーである。
- 『有りがたうさん』 : 監督清水宏、1936年2月27日公開 - 旅役者、76分尺で現存（NFC所蔵[5]）
- 『家族会議』 : 監督島津保次郎、1936年4月3日公開 - 女客、71分尺で現存（NFC所蔵[5]）
- 『男性対女性』 : 監督島津保次郎、1936年8月29日公開 - 役名不明、132分尺で現存（NFC所蔵[5]）
- 『一人息子』 : 監督小津安二郎、1936年9月15日公開 - その妻、82分尺で現存（NFC所蔵[5]）
- 『人妻椿 後篇』 : 監督野村浩将、1936年10月29日公開 - 芸妓、62分尺で現存（NFC所蔵[5]）
- 『淑女は何を忘れたか』 : 監督小津安二郎、1937年3月3日公開 - 東京の芸者、71分尺で現存（NFC所蔵[5]）